# Dhíkár
Dhíkár je jedním z 19 guvernorátů v Iráku. Jeho hlavním městem je Násiríja. Má rozlohu 12 900 km² a v roce 2009 v něm žilo 1 846 800 obyvatel. Sousedí s guvernoráty Basra, Mutanná, Kádisíja, Wásit a Majsán. Nacházelo se zde starověké město Ur, jedno z nejvýznamnějších center Sumerské říše.